# Levofloxacino
El levofloxacino es un antibiótico del grupo de las quinolonas, más concretamente una fluoroquinolona, es  un enantiómero activo del ofloxacino con casi el doble de la potencia de la ofloxacina con o sin toxicidad.  Al igual que otras quinolonas, actúa al inhibir la enzima ADN girasa, encargada del empaquetamiento del ADN. 
El levofloxacino es efectivo en contra de un buen número de bacterias Gram positivas y Gram negativas, por lo que se considera un antibiótico de amplio espectro. Por esa razón, se acostumbra administrar la levofloxacina de manera empírica en infecciones como la neumonía bacteriana, adquirida en la comunidad o infecciones urinarias antes de que se conozca el organismo causal específico. Una vez identificado el germen etiológico, se puede omitir el levofloxacino a cambio de un antibiótico de espectro más específico. Debido a sus posibles efectos secundarios, su uso generalmente se recomienda solo cuando no hay otras opciones disponibles.  En los Estados Unidos, el levofloxacino es la única fluoroquinolona respiratoria indicada en el tratamiento de la neumonía nosocomial. El levofloxacino está en la lista de medicamentos esenciales de la OMS.

## Organismos susceptibles

### Bacteria Gram positivas
- Enterococcus faecalis (muchas cepas son solo moderadamente susceptibles)
- Staphylococcus aureus (la resistencia suele ser común en especial la cepa MRSA)
- Staphylococcus epidermidis (es frecuente la resistencia)
- Staphylococcus saprophyticus
- Streptococcus pneumoniae (incluyendo organismos multirresistentes)
- Streptococcus pyogenes.

### Bacteria Gram  negativas
- Enterobacter cloacae
- Klebsiella pneumoniae
- Pseudomonas aeruginosa
- Escherichia coli
- Legionella pneumophila
- Serratia marcescens
- Haemophilus influenzae
- Moraxella catarrhalis
- Haemophilus parainfluenzae
- Proteus mirabilis
- Campylobacter'

### Otros
- Chlamydia pneumoniae
- Mycoplasma pneumoniae
- Peptostreptococcus sp.

## Mecanismo de acción
El levofloxacino inhibe una enzima topoisomerasa IV y el ADN girasa de las bacterias susceptibles. Estos topoisomerasas introducen en el ADN pliegues super helicoidales de doble cadena, facilitando el desenrollado de las cadenas. El ADN girasa tiene dos subunidades codificadas por los genes "gyrA" y "gyrB", y por su acción, se liberan las cadenas del cromosoma bacteriano para la replicación del material genético. Las quinolonas inhiben estas subunidades impidiendo la replicación y la transcripción del ADN bacteriano. Las células humanas y de los mamíferos contienen una topoisomerasa que actúa de una forma parecida a la ADN-girasa bacteriana, pero esta enzima no es afectada por las concentraciones de las quinolonas.

## Efectos adversos
Este medicamento tiene efectos secundarios muy similares a los de otros antibióticos quinolonas. Algunas de las reacciones adversas más severas, aunque raras, asociadas con la administración de este grupo de medicamentos incluyen daño neuronal permanente, aumento en la prolongación del segmento QT cardíaco, torsades de pointes, eventos del sistema nervioso central como agitación, insomnio crónico, ataques de pánico, pesadillas y paranoia. 
Las fluoroquinolonas han causado daños en el feto de animales de estudio, aumentando su peso al nacer, deformidades de los huesos y un aumentado riesgo de muerte perinatal. Por ello, estos antibióticos no deben ser administrados a mujeres embarazadas. Las fluoroquinolonas se excretan en la leche materna.
El levofloxacino puede ocasionar un aumento de la presión intracraneal que puede degenerar en convulsiones y psicosis tóxica. Por este motivo el levofloxacino está contraindicado en los pacientes con arteriosclerosis cerebral o con epilepsia.

### Ruptura tendinosa
Igual que con otras fluoroquinolonas, se han reportado numerosos casos de ruptura espontánea de tendones. Dichas rupturas pueden ocurrir durante el tratamiento o mucho tiempo después de terminarse la administración del fármaco. No hay casos documentados en los que las rupturas hayan ocurrido más de un año después. No es posible calcular el riesgo de ruptura tendinosa, ya que la comunidad de médicos aún no asocia estos eventos con la administración de quinolonas. Además de rupturas, se han reportado con frecuencia dolor e inflamación de tendones en tan solo dos días de tratamiento, condición que se ha denominado tendinopatía inducida por quinolonas. Ello hace aconsejable la suspensión de actividades físicas durante y hasta un tiempo después del tratamiento con este antibiótico.